# Henschia ineptus
Henschia ineptus är en insektsart som beskrevs av Alexander Fyodorovich Emeljanov 1964. Henschia ineptus ingår i släktet Henschia och familjen dvärgstritar. Inga underarter finns listade i Catalogue of Life.